# Deutsche Leichtathletik-Meisterschaften 1976
Die 76. Deutschen Leichtathletik-Meisterschaften wurden vom 13. bis 15. August 1976 im Frankfurter Waldstadion ausgetragen.

## Ausgelagerte Disziplinen
Wie in den Jahren zuvor wurden weitere Meisterschaftstitel an verschiedenen anderen Orten vergeben, in der folgenden Auflistung in chronologischer Reihenfolge benannt.
- Crossläufe – Wetter an der Ruhr, 14. Februar mit Einzel- / Mannschaftswertungen für Frauen und Männer auf jeweils zwei Streckenlängen (Mittel- / Langstrecke)
- Marathonlauf – Krefeld, 16. Mai mit Einzel- / Mannschaftswertungen für Frauen und Männer[2]
- Langstaffeln, Frauen: 3 × 800 m / Männer: 4 × 800 m und 4 × 1500 m – Hannover, 5. September
- Mehrkämpfe (Frauen: Fünfkampf) / (Männer: Zehnkampf) – Hannover, 4./5. September mit Einzel- und Mannschaftswertungen
- 10.000 m (Männer) sowie 3000 m und 400 m Hürden (Frauen) – Lübeck, 11. September
- 50-km-Gehen (Männer) – Rhede, 10. Oktober mit jeweils Einzel- und Mannschaftswertungen

## Sportliche Leistungen
Diese Meisterschaften fanden nach den Olympischen Spielen in Montreal statt, dienten also nicht wie sonst üblich als wichtiges Qualifikationskriterium und Bewährungsprobe für das sportliche Großereignis des Jahres. So wurde allgemein ein vielleicht nicht besonders hohes Niveau erwartet, was sich jedoch nicht bestätigte. Der Titel eines Deutschen Meisters und ein gutes Abschneiden waren vielen Athleten so wichtig, dass die Veranstaltung ihren bedeutenden Stellenwert auch in diesem Jahr behielt. Auch in einem Artikel der Zeitschrift Die Zeit wird dieses Thema aufgegriffen und kommentiert.

### Rekorde
Es gab drei bundesdeutsche Rekorde (BR), davon einer für Vereinsstaffeln (BRV).
- Bundesdeutscher Rekord für Vereinsstaffeln:
  - 4 × 1500 m Staffel: 15:12,8 min – TuS 04 Leverkusen (Eberhard Weyel, Peter Belger, Paul-Heinz Wellmann, Thomas Wessinghage)
- Bundesdeutsche Rekorde:
  - 3000 m: 9:05,6 min – Brigitte Kraus (ASV Köln)
  - Fünfkampf: 4924 P (1971er Wertung / 1981er Wertung: 4963 P) – Eva Wilms (ESV Neuaubing)

## Medaillengewinner, Männer
Die folgende Übersicht fasst die Medaillengewinner und -gewinnerinnen zusammen. Eine ausführlichere Übersicht mit den jeweils ersten acht in den einzelnen Disziplinen findet sich unter dem Link Deutsche Leichtathletik-Meisterschaften 1976/Resultate.
| Disziplin                                   | Gold                                                                                        | Leistung           | Silber                                                                        | Leistung        | Bronze                                                                                        | Leistung        |
| ------------------------------------------- | ------------------------------------------------------------------------------------------- | ------------------ | ----------------------------------------------------------------------------- | --------------- | --------------------------------------------------------------------------------------------- | --------------- |
| 100 m (Wind: +1,2)                          | Dieter Steinmann (TV Wattenscheid 01)                                                       | 10,36 s00000       | Karlheinz Weisenseel (LG Frankfurt)                                           | 10,39 s0        | Friedhelm Heckel (SG Osterfeld)                                                               | 10,53 s0        |
| 200 m (Wind: +0,9)                          | Karlheinz Weisenseel (LG Frankfurt)                                                         | 21,05 s00000       | Dieter Steinmann (TV Wattenscheid 01)                                         | 21,17 s0        | Reinhard Borchert (TV Wattenscheid 01)                                                        | 21,23 s0        |
| 400 m                                       | Lothar Krieg (ASC Wella Darmstadt)                                                          | 45,95 s00000       | Franz-Peter Hofmeister (TSV Bayer 04 Leverkusen)                              | 46,16 s0        | Bernd Herrmann (TSV Bayer 04 Leverkusen)                                                      | 46,36 s0        |
| 800 m                                       | Willi Wülbeck (SG Osterfeld)                                                                | 1:46,7 min0000     | Josef Schmid (SV Salamander Kornwestheim)                                     | 1:47,5 min      | Bernd Töpfer (LG Frankfurt)                                                                   | 1:47,8 min      |
| 1500 m                                      | Paul-Heinz Wellmann (TuS 04 Leverkusen)                                                     | 3:41,0 min0000     | Thomas Wessinghage (TuS 04 Leverkusen)                                        | 3:41,4 min      | Karl Fleschen (LG Vulkaneifel)                                                                | 3:41,9 min      |
| 5000 m                                      | Klaus-Peter Hildenbrand (ASC Wella Darmstadt)                                               | 13:33,0 min0000    | Peter Weigt (Stuttgarter Kickers)                                             | 13:38,8 min     | Michael Lederer (ASC Wella Darmstadt)                                                         | 13:44,8 min     |
| 10.000 m                                    | Klaus-Peter Hildenbrand (ASC Wella Darmstadt)                                               | 28:35,8 min0000    | Peter Weigt (Stuttgarter Kickers)                                             | 28:37,0 min     | Ingo Sensburg (Neuköllner Sportfreunde)                                                       | 28:42,0 min     |
| Marathon                                    | Paul Angenvoorth (FC Bayer 05 Uerdingen)                                                    | 2:15:56,6 h0000000 | Karl Mann (ASC Wella Darmstadt)                                               | 2:18:48,2 h00   | Jochen Schirmer (LG Jägermeister Bonn-Troisdorf)                                              | 2:19;13,0 h00   |
| Marathon, Mannschaftswertung                | ASC Wella DarmstadtKarl Mann Werner Schumann Helmut Jesberg                                 | 7:05:52 h0000000   | LG Jägermeister Bonn-TroisdorfJochen Schirmer Winfried Hellwig Gerd Escher    | 7:09:04 h00     | LAC Quelle FürthReinhard Leibold Anton Gorbunow Oswald Engel                                  | 7:22:56 h00     |
| 110 m Hürden (Wind: ±0,0)                   | Rolf Ziegler (SKV Eglosheim)                                                                | 14,08 s00000       | Guido Kratschmer (USC Mainz)                                                  | 14,19 s0        | Ishtiaq Mubarak / Malaysia (USC Mainz)                                                        | 14,32 s0        |
| 400 m Hürden                                | Rolf Ziegler (SKV Eglosheim)                                                                | 49,88 s00000       | Ulrich Zunker (LBV Phönix Lübeck)                                             | 50,81 s0        | Elmar Peterke (LG Lahr)                                                                       | 51,20 s0        |
| 3000 m Hindernis                            | Michael Karst (SV Saar 05 Saarbrücken)                                                      | 8:32,2 min0000     | Josef Lechner (TSV Meitingen)                                                 | 8:40,2 min      | Wilhelm Jungbluth (LG Jägermeister Bonn-Troisdorf)                                            | 8:41,2 min      |
| 4 × 100 m Staffel                           | TV Wattenscheid 01Klaus Ehl Klaus-Dieter Bieler Dieter Steinmann Reinhard Borchert          | 39,95 s00000       | OSC Thier DortmundDuerkop Bernd Goldstein Karl-Heinz Hotfiel Werner Meyer     | 40,74 s0        | TV Wattenscheid 01 IIAxel Glörfeld Jürgen Uschmann Klaus Peter Diedler Udo Thiel              | 40,79 s0        |
| 4 × 400 m Staffel                           | TSV Bayer 04 LeverkusenGünter Karge Reiner Föhrenbach Franz-Peter Hofmeister Bernd Herrmann | 3:07,9 min0000     | VfB StuttgartFalko Geiger Gerhard Burkhardt Uwe Lenz Karl-Heinz Bischoff      | 3:10,1 min      | OSC Thier DortmundWolf-Dieter Deter Thomas Wilking Hans-Günter Budden Werner Niederquell      | 3:10,3 min      |
| 4 × 800 m Staffel                           | TuS 04 LeverkusenJürgen Thiel Axel Pohlmann Paul-Heinz Wellmann Thomas Wessinghage          | 7:22,8 min0000     | SV Salamander KornwestheimWilli Maier Christoph Herle Rudi Pagel Josef Schmid | 7:23,6 min      | ASC Wella DarmstadtSchäfer Reinhard Aechtle Klaus-Peter Hildenbrand Carlo Seck                | 7:25,6 min      |
| 4 × 1500 m Staffel                          | TuS 04 LeverkusenEberhard Weyel Peter Belger Paul-Heinz Wellmann Thomas Wessinghage         | 15:12,8 min BRV    | LAC Quelle FürthHans Bruckmeier Alfred Rupp Günter Zahn Harald Schmaus        | 15:26,8 min     | TV Wattenscheid 01Detlef Schröder Hans-Dieter Schulten Wolf-Dieter Poschmann Anton Kirschbaum | 15:27,4 min     |
| 20-km-Gehen                                 | Gerhard Weidner (TSV Salzgitter)                                                            | 1:31:53,8 h000000  | Hans Binder (Post-SV Mühldorf)                                                | 1:35:25,4 h00   | Hans Michalski (Eintracht Frankfurt)                                                          | 1:36:57,0 h00   |
| 20-km-Gehen, Mannschaftswertung             | Eintracht FrankfurtHans Michalski Julius Müller Walter Drössler                             | 4:56:16,0 h000000  | TSV SalzgitterGerhard Weidner Karl Degener Hans-Joachim Kloppe                | 4:56:58,6 h00   | VfL WolfsburgHeinz Mayr Bernhard Schmidt Börstler                                             | 5:01:44,0 h00   |
| 50 km Gehen                                 | Gerhard Weidner (TSV Salzgitter)                                                            | 4:07:00 h0000000   | Hans Binder (Post-SV Mühldorf)                                                | 4:16:00 h000    | Heinrich Schubert (Eintracht Bad Kreuznach)                                                   | 4:19:52 h000    |
| 50 km Gehen, Mannschaftswertung             | TSV SalzgitterGerhard Weidner Hans-Joachim Kloppe Karl Degener                              | 13:20:00 h0000000  | Eintracht FrankfurtHans Michalski Horst-Rüdiger Magnor Walter Drössler        | 13:24:31 h000   | VfV HildesheimWalter Schwoche Wochnik Hintenberg                                              | 13:34:22 h000   |
| Hochsprung                                  | Walter Boller (USC Mainz)                                                                   | 2,18 m             | Wolfgang Killing (Barmer TV 1846 Wuppertal)                                   | 2,18 m          | Jörg Buchert (LAC Quelle Fürth)                                                               | 2,12 m          |
| Stabhochsprung                              | Günther Lohre (SV Salamander Kornwestheim)                                                  | 5,20 m             | Wolfgang Mohr (TV Wattenscheid 01)                                            | 5,10 m          | Theo Walpurgis (ASV Köln)                                                                     | 5,00 m          |
| Weitsprung                                  | Hans-Jürgen Berger (TuS 04 Leverkusen)                                                      | 7,93 m             | Helmut Klöck (TSV Bayer 04 Leverkusen)                                        | 7,90 m          | Hans Baumgartner (TV Heppenheim)                                                              | 7,79 m          |
| Dreisprung                                  | Wolfgang Kolmsee (VfB Stuttgart)                                                            | 16,31 m            | Joachim Kugler (ASC Wella Darmstadt)                                          | 16,27 m         | Richard Kick (LAC Quelle Fürth)                                                               | 15,75 m         |
| Kugelstoßen                                 | Gerhard Steines (TV Wattenscheid 01)                                                        | 18,64 m            | Ralf Reichenbach (OSC Berlin)                                                 | 18,34 m         | Henning Maßholder (TV 1885 Haiger)                                                            | 18,19 m         |
| Diskuswurf                                  | Hein-Direck Neu (TSV Bayer 04 Leverkusen)                                                   | 60,24 m            | Peter Melzer (LG Süd Berlin)                                                  | 56,94 m         | Lothar Pongratz (TV Wattenscheid 01)                                                          | 55,98 m         |
| Hammerwurf                                  | Karl-Hans Riehm (TV Germania Trier)                                                         | 75,22 m            | Walter Schmidt (ASC Wella Darmstadt)                                          | 72,62 m         | Manfred Hüning (LAZ bellanett Rhede)                                                          | 71,94 m         |
| Speerwurf                                   | Michael Wessing (TV Wattenscheid 01)                                                        | 81,90 m            | Horst Timrner (Gut-Heil Neumünster)                                           | 76,74 m         | Peter Mörbel (USC Mainz)                                                                      | 73,46 m         |
| Zehnkampf, 1965er W. 2. Zeile: 1985er Wert. | Guido Kratschmer (USC Mainz)                                                                | 8265 P (8153 P)    | Claus Marek (LG USC Bochum)                                                   | 8010 P (7893 P) | Rudolf Brumund (VfL Wolfsburg)                                                                | 7670 P (7494 P) |
| Zehnkampf, Mannschaftswertung               | USC MainzGuido Kratschmer Herbert Swoboda Alexander Wernsdorfer                             | 22.345 P           | TSV Bayer 04 LeverkusenDieter Leyckes Norbert Hoischen Theo Steinacker        | 21.779 P        | TG NürtingenFritz Mehl Klaus Flakus Gerhard Klinger                                           | 21.124 P        |
| Crosslauf Mittelstrecke – 4350 m            | Günter Zahn (LAC Quelle Fürth)                                                              | 13:00,4 min0000    | Gerd Frähmcke (LG Itzehoe)                                                    | 13:06,0 min     | Günther Kohl (SC Vöhringen)                                                                   | 13;13,6 min     |
| Crosslauf Mittelstrecke, Mannschaftswertung | LAC Quelle FürthGünter Zahn Willi Holler Hans Bruckmeier                                    | Pl.-Ziff. 21       | TV Wattenscheid 01Hans-Dieter Schulten Winfried Hellwig Detlef Schröder       | Pl.-Ziff. 44    | Neuköllner SportfreundeIngo Sensburg Michael Weiß Klaus Rathjen                               | Pl.-Ziff. 65    |
| Crosslauf Langstrecke – 12.350 m            | Edmundo Warnke (LAC Quelle Fürth)                                                           | 38:15,8 min0000    | Detlef Uhlemann (LG Jägermeister Bonn-Troisdorf)                              | 38:33,0 min     | Michael Karst (SV Saar 05 Saarbrücken)                                                        | 38:39,2 min     |
| Crosslauf Langstrecke, Mannschaftswertung   | LAC Quelle FürthEdmundo Warnke Reinhard Leibold Anton Gorbunow                              | Pl.-Ziff. 18       | LG Jägermeister Bonn-TroisdorfDetlef Uhlemann Wilhelm Jungbluth Gerd Escher   | Pl.-Ziff. 19    | ASC Wella DarmstadtWolfgang Diederichs Karl Mann Helmut Jesberg                               | Pl.-Ziff. 32    |

## Medaillengewinnerinnen, Frauen
| Disziplin                                   | Gold                                                                                                 | Leistung              | Silber                                                                                  | Leistung        | Bronze                                                                               | Leistung                          |
| ------------------------------------------- | --- | --------------------- | --------------------------------------------------------------------------------------- | --------------- | ------------------------------------------------------------------------------------ | --------------------------------- |
| 100 m (Wind: +1,4)                          | Annegret Richter geb. Irrgang (OSC Thier Dortmund)                                                   | 11,06 s0000           | Annegret Kroniger (USC Mainz)                                                           | 11,42 s0        | Elvira Possekel (LG Jägermeister Bonn-Troisdorf)                                     | 11,42 s0                          |
| 200 m (Wind: -0,4)                          | Annegret Richter geb. Irrgang (OSC Thier Dortmund)                                                   | 22,78 s0000           | Annegret Kroniger (USC Mainz)                                                           | 23,32 s0        | Claudia Steger (TSV Göggingen)                                                       | 23,64 s0                          |
| 400 m                                       | Rita Wilden geb. Jahn (TuS 04 Leverkusen)                                                            | 51,47 s0000           | Dagmar Fuhrmann geb. Jost (LG Frankfurt)                                                | 51,55 s0        | Elke Barth (TSV Bayer Dormagen)                                                      | 52,82 s0                          |
| 800 m                                       | Brigitte Kraus (ASV Köln)                                                                            | 2:03,0 min            | Angelika Traugott geb. Bittrich (TuS 04 Leverkusen)                                     | 2:03,9 min      | Gisela Klein geb. Ellenberger (TuS 04 Leverkusen)                                    | 2:04,1 min                        |
| 1500 m                                      | Brigitte Kraus (ASV Köln)                                                                            | 4:08,4 min000         | Ellen Wellmann geb. Tittel (TuS 04 Leverkusen)                                          | 4:13,4 min      | Monika Greschner (Jugend 07 Bergheim)                                                | 4:16,7 min                        |
| 3000 m                                      | Brigitte Kraus (ASV Köln)                                                                            | 9:05,6 min BR         | Manuela Preuß (FC Bayer 05 Uerdingen)                                                   | 9:19,2 min      | Monika Greschner (Jugend 07 Bergheim)                                                | 9:24,6 min                        |
| Marathon                                    | Christa Vahlensieck geb. Kofferschläger (Barmer TV Wuppertal)                                        | 2:40:28 h00000        | Manuela Preuß (FC Bayer 05 Uerdingen)                                                   | 2:43:00 h000    | Gerda Reinke (SCC Berlin)                                                            | 2:56:55 h000                      |
| Marathon, Mannschaftswertung                | SCC BerlinGerda Reinke Ursula Blaschke Christel Heine                                                | 9:21:12 h00000        | OSC HoechstUrsula Lauffs Veronika Riotte Helga Scheidemantel                            | 11:22:33 h000   | nur 2 Mannschaften in der Wertung                                                    | nur 2 Mannschaften in der Wertung |
| 100 m Hürden (Wind: −1,3)                   | Silvia Kempin geb. Käwel (TuS 04 Leverkusen)                                                         | 13,31 s0000           | Ursula Schalück (OSC Thier Dortmund)                                                    | 13,34 s0        | Margit Nißl (TSV Trostberg)                                                          | 13,94 s0                          |
| 400 m Hürden                                | Silvia Hollmann (OSC Thier Dortmund)                                                                 | 57,9 s0000            | Karola Claus (TuS 04 Leverkusen)                                                        | 58,0 s0         | Heike Neumann (SuS Schalke 96)                                                       | 59,8 s0                           |
| 4 × 100 m Staffel                           | OSC Thier DortmundIna Wallburg Ursula Pudelko Annegret Richter geb. Irrgang Silvia Hollmann          | 44,62 s0000           | TuS 04 LeverkusenElke Decker Rita Meurer Silvia Kempin geb. Käwel Rita Wilden geb. Jahn | 44,82 s0        | TSV Bayer 04 LeverkusenMarion Schwerdtfeger Sabine Wecke Leonore Leidel Sabine Klöck | 45,28 s0                          |
| 4 × 400 m Staffel                           | TuS 04 LeverkusenBrigitte Koczelnik Gisela Klein geb. Ellenberger Rita Wilden geb. Jahn Karola Claus | 3:36,3 min000         | OSC Thier DortmundSabine Wuttig Sabine Lorenzen geb. Skov Ina Wallburg Silvia Hollmann  | 3:41,3 min      | LAZ bellanett RhedeTüshaus Niewenhues Maria Könning Roswitha Steverding              | 3:43,8 min                        |
| 3 × 800 m Staffel                           | TuS 04 LeverkusenChristel Schlaukötter Ellen Wellmann geb. Tittel Gisela Klein geb. Ellenberger      | 6:30,2 min000         | LAZ bellanett RhedeIrmgard Grommisch Maria Könning Roswitha Steverding                  | 6:33,4 min      | Bielefelder TGNord Annegret Büscher Ingrid Czechanowski                              | 6:39,1 min                        |
| Hochsprung                                  | Brigitte Holzapfel (Preussen Krefeld)                                                                | 1,89 m                | Karin Geese geb. Wagner (USC Mainz)                                                     | 1,83 m          | Ulrike Meyfarth (ASV Köln)                                                           | 1,80 m                            |
| Weitsprung                                  | Sabine Wecke (TSV Bayer 04 Leverkusen)                                                               | 6,48 m                | Christa Striezel geb. Herzog (Hamburger SV)                                             | 6,22 m          | Iris Künstner (Stadt-Turnverein Singen)                                              | 6,21 m                            |
| Kugelstoßen                                 | Eva Wilms (ESV Neuaubing)                                                                            | 19,01 m               | Beatrix Philipp (ESV Neuaubing)                                                         | 16,61 m         | Jutta Weide (LG Bühl/Baden)                                                          | 14,51 m                           |
| Diskuswurf                                  | Liesel Westermann (TuS 04 Leverkusen)                                                                | 53,88 m               | Eva Wilms (ESV Neuaubing)                                                               | 49,54 m         | Marion Gröger (TuS 04 Leverkusen)                                                    | 48,10 m                           |
| Speerwurf                                   | Marion Becker geb. Steiner (USC München)                                                             | 59,76 m               | Ingrid Thyssen (ASV Köln)                                                               | 57,36 m         | Ameli Koloska geb. Isermeyer (USC Mainz)                                             | 55,38 m                           |
| Fünfkampf, 1971er W. 2. Zeile: 1981er Wert. | Eva Wilms (ESV Neuaubing)                                                                            | 4924 P BR (4963 P)000 | Liesel Albert geb. Krauhs (TV 1895 Elm)                                                 | 4404 P (4322 P) | Sabine Wecke (TSV Bayer 04 Leverkusen)                                               | 4298 P (4236 P)                   |
| Fünfkampf, Mannschaftswertung               | TK HannoverGabriele Hahn Brigitte Göhrs Dorothee Wosnitza                                            | 11.724 P000           | Düsseldorfer SC 99Krautstein Leboterf Roschlau                                          | 10.462 P        | FC Schalke 04Angelika Wedwing Gisela Schäfers Penk                                   | 10.420 P                          |
| Crosslauf Mittelstrecke – 2560 m            | Sabine Greiner (TK Hannover)                                                                         | 8:48,0 min000         | Brigitte Kraus (ASV Köln)                                                               | 8:56,2 min000   | Charlotte Teske geb. Bernhard (ASC Darmstadt)                                        | 9:00,2 min                        |
| Crosslauf Mittelstrecke, Mannschaftswertung | Bielefelder TGMathilde Heuing Gerlinde Püttmann Ingrid Czechanowski                                  | Pl.-Ziff. 22          | TK HannoverSabine Greiner Gabriele Klinger Rathman                                      | Pl.-Ziff. 22    | ASC DarmstadtCharlotte Teske geb. Bernhard Döge M. Rückes                            | Pl.-Ziff. 39                      |
| Crosslauf Langstrecke – 4360 m              | Vera Kemper (TuS Neuenkamp)                                                                          | 15:26,0 min000        | Christa Vahlensieck geb. Kofferschläger (Barmer TV Wuppertal)                           | 15:38,4 min000  | Renate Kieninger (LG Offenburg)                                                      | 16:06,4 min                       |
| Crosslauf Langstrecke, Mannschaftswertung   | LG Jägermeister Bonn-TroisdorfHeide Brenner Elisabeth Schüler Ulrike Heinz                           | Pl.-Ziff. 29          | TuS IserlohnRita Musiol Gisela Schneider Gertrud Lorenz                                 | Pl.-Ziff. 44    | TuS NeuenkampVera Kemper Lonny Hoffmann Dieckmann                                    | Pl.-Ziff. 46                      |